# Driza

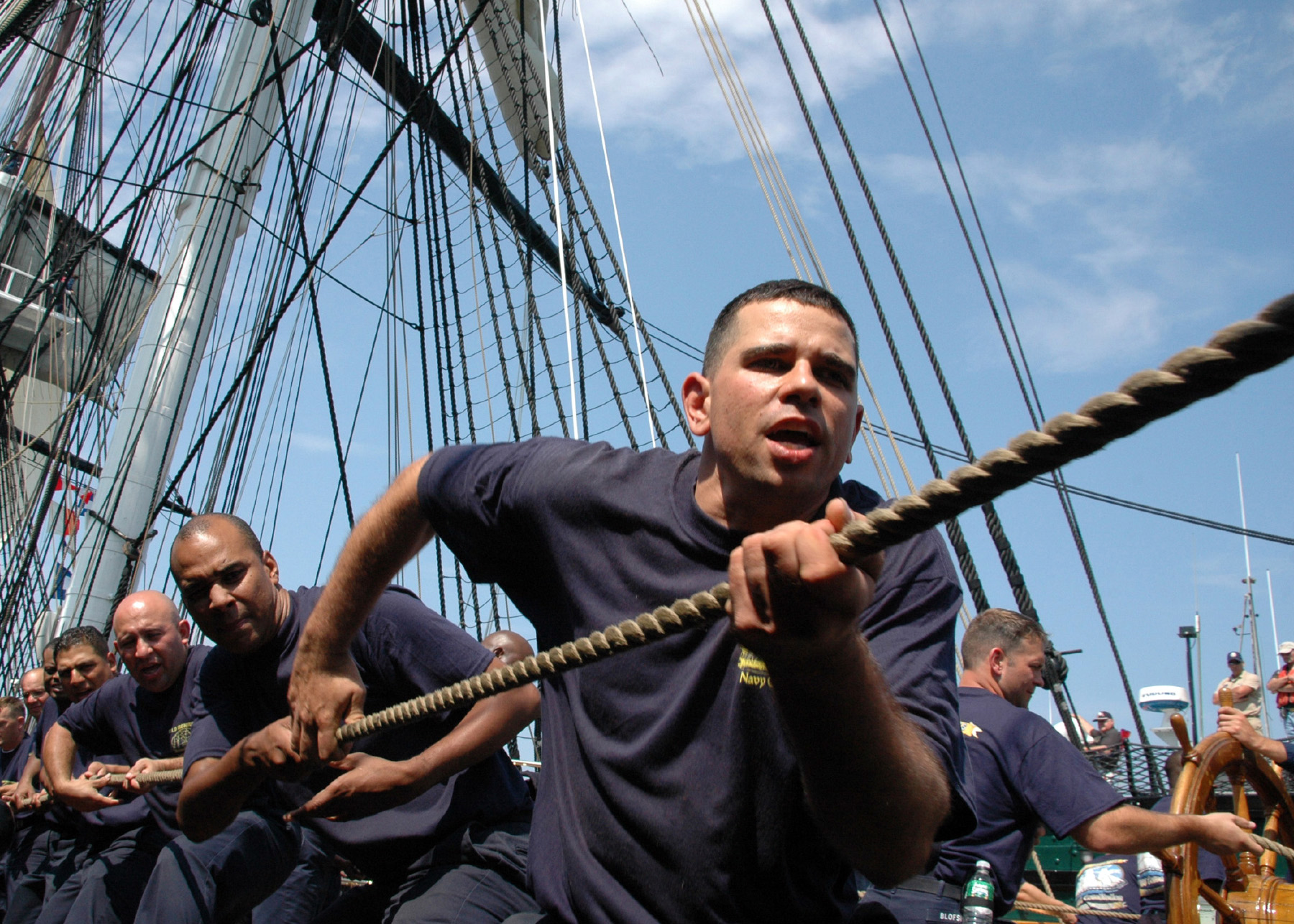
Marineros acarreando una driza

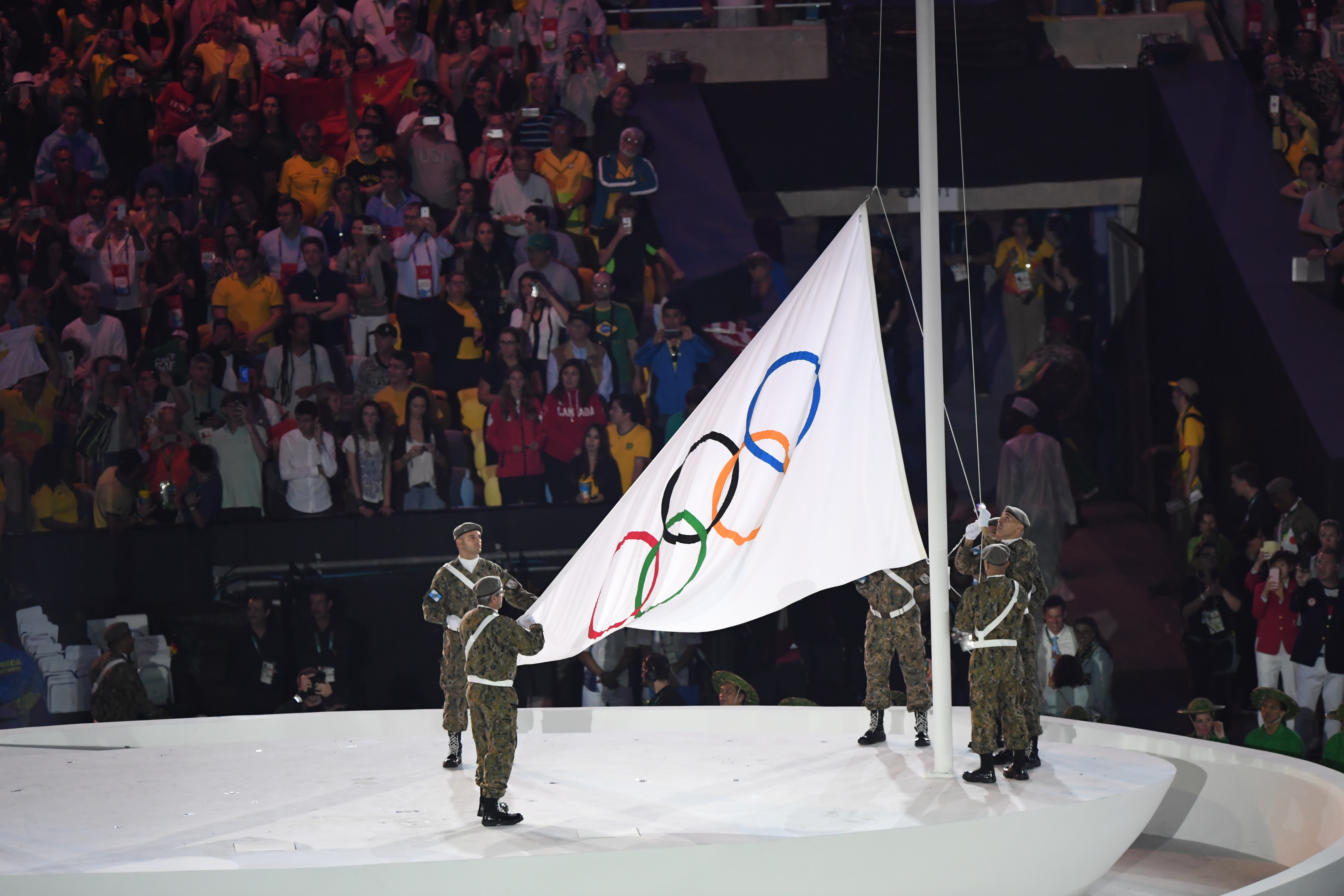
Izado de la bandera olímpica con una driza.

Una driza es un cabo con el que se suspenden o izan las velas y las vergas en una embarcación de vela, o con el que se iza una bandera en un mástil.

## Tipos
La driza es sencilla o de amante u ostaga y aparejo y toma el título de la vela a que corresponde. En las cangrejas se distinguen la de la boca y la del pico. Hay también drizas de bandera y de señales que son las que van pasadas por las cajeras de las perillas en las astas de bandera y topes de los palos y por un motoncillo pendiente de la pena de las entenas y mesanas de esta clase y del pico de las cangrejas.